# Alexander Braun

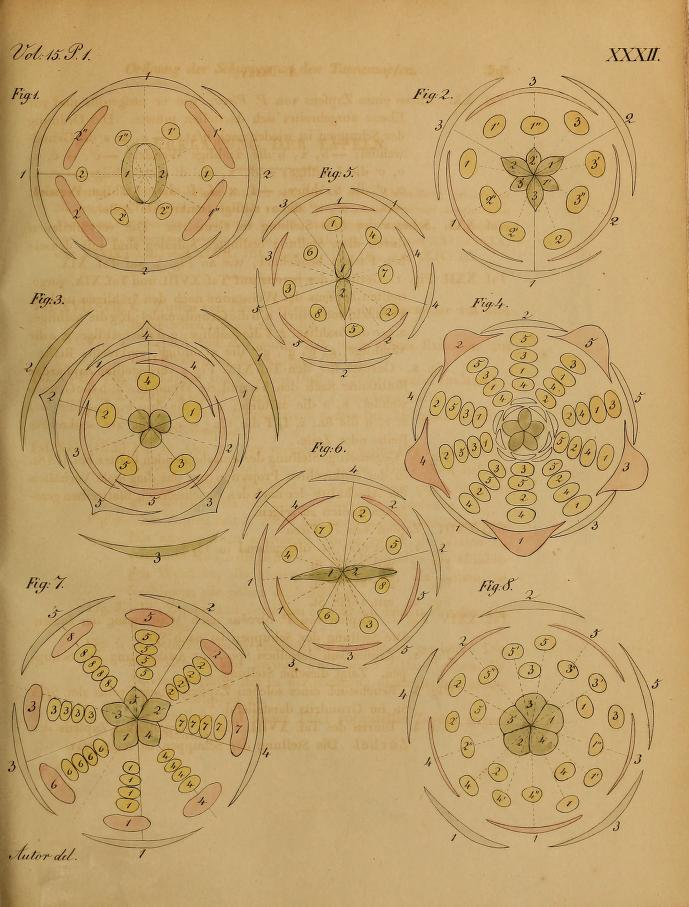
Tablica XXXII, Die Untersuchung über die Ordnung der Schuppen an den Tannenzapfen, 1831

Alexander Heinrich Braun W taksonomii: A.Braun (ur. 10 maja 1805 w Ratyzbonie, zm. 29 marca 1877 w Berlinie) – niemiecki botanik, wykładowca akademicki na uniwersytetach w Karlsruhe, Fryburgu Bryzgowijskim, Gießen i Berlinie, przedstawiciel szkoły filozofii naturalnej, zajmował się morfologią roślin.

## Życiorys
Alexander Heinrich Braun urodził się w rodzinie urzędnika pocztowego Alexandra Brauna i jego żony Henrietty. Jego zainteresowanie botaniką objawiło się bardzo wcześnie – w wieku 6 lat zaczął prowadzić herbarium, które 5 lat później liczyło prawie 4000 okazów, w tym 200 okazów roślin zarodnikowych. Uczęszczał do liceum w Karlsruhe, gdzie nauczał Karl Christian Gmelin (1762–1837). Już w okresie szkolnym Braun zaczął publikować prace na temat botaniki („Bemerkungen über einige Lebermoose”, 1821; „Ueber Oxalis corniculata und stricta”, 1822).
W 1824 roku za namową ojca rozpoczął studia medyczne na Uniwersytecie w Heidelbergu, koncentrując się jednak na botanice. Uczęszczał na wykłady botaników Gottlieba Wilhelma Bischoffa (1797–1854), Johanna Heinricha Dierbacha (1788–1845) i Franza Josepha Schelvera (1778–1832). Podczas studiów zaprzyjaźnił się z Louisem Agassizem (1807–1873) i Karlem Friedrichem Schimperem (1803–1867). W 1827 roku przeniósł się, wraz z Agassizem, na Uniwersytet Ludwika i Maksymiliana w Monachium, a Schmiper dołączył do nich rok później, wraz z młodszym bratem Wilhelmem (1804–1878).
W 1829 roku Braun uzyskał stopień doktora na Uniwersytecie w Tybindze, na podstawie pracy o zarazie. Po roku spędzonym w domu rodzinnym w Karlsruhe udał się w 1832 roku na dalsze studia do Paryża, gdzie nawiązał znajomość z Josephem Decaisnem (1807–1882) i Adrienem de Jussieu (1797–1853).
W 1832 roku przyjął stanowisko wykładowcy botaniki i zoologii na nowo utworzonej 
politechnice w Karlsruhe, gdzie szybko uzyskał profesurę. W 1845 roku objął kierownictwo katedry botaniki na Uniwersytecie Albrechta i Ludwika we Fryburgu. Wkrótce został prorektorem tej uczelni. W 1849 roku, podczas rewolucji badeńskiej (Wiosny Ludów w Badenii), uchronił majątek uczelni przed konfiskatą przez rząd rewolucyjny, wywożąc go do Bazylei.
W 1850 roku Braun przyjął stanowisko profesora botaniki na Uniwersytecie w Gießen, gdzie poprowadził również uniwersytecki ogród botaniczny. W 1851 roku przeniósł się na Uniwersytet Fryderyka Wilhelma w Berlinie. W mieście tym objął też stanowisko dyrektora ogrodu botanicznego, który za jego kadencji został znacznie rozbudowany i otrzymał palmiarnię. W latach 1865–1866 był rektorem Uniwersytetu Fryderyka Wilhelma.

## Działalność naukowa
Był przedstawicielem szkoły filozofii przyrody, zajmował się morfologią roślin. Prowadził badania nad glonami, w tym nad ramienicowymi. W kontekście tych badań rozwinął pojęcie komórki i protoplazmy – wprowadził koncept komórki jako podstawowej jednostki życia.
Opisał poliembrionię sosnowcowych i określił ich szyszki jako kwiaty lub kwiatostany. Odkrył prawo spiralnego ulistnienia dla łusek szyszek sosnowcowych.
Dla potrzeb berlińskiego ogrodu botanicznego opracował taksonomię roślin, którą w 1864 roku opublikował Paul Ascherson (1834–1913). Taksonomię Brauna rozwinął jego uczeń, August Wilhelm Eichler (1839–1887). Stała się podstawą dla dalszej pracy w zakresie systematyki dla Adolfa Englera (1844–1930) i Fritza von Wettsteina (1895–1945).

## Publikacje
- 1830 – Vergleichende Untersuchung übder die Ordnung der Schuppen an der Tannenzäpfchen[2]
- 1835 – Dr. K. Schimpers Vorträge über der Möglichkeit eines wissenschaftlichen Verständnisses der Blattstellung[2]
- 1835 – Blütenstände[2]
- 1849/50 – Betrachtungen über die Erscheinung der Verjüngung in der Natur, insbesondere in der Lebens- und Bildungsgeschichte der Rflanze[2]
- 1852 – Das Individuum der Pflanze in seinem Verhältniss zur Species. Generationsfolge, Generationswechsel und Generationstheilung der Pflanze[2]
- 1855 – Algarum unicellularium genera nova et minus cognita, praemissis observationibus de algis unicellularibus in genere[2]
- 1856 – Parthenogenese von Coelebogyne[2]
- 1864 – Flora der Provinz Brandenburg[2]

## Członkostwa, wyróżnienia i nagrody
- 1830 – wybrany na członka Niemieckiej Akademii Historyków Naturalnych „Leopoldina” (Deutsche Akademie der Naturforscher Leopoldina)[7]
- 1851 – członek Pruskiej Akademii Nauk[3]
- 1854 – członek Bawarskiej Akademii Nauk[8]
- 1874 – Bawarski Order Maksymiliana za Naukę i Sztukę[8]

## Upamiętnienie
Od jego nazwiska został nazwany gatunek mchu: Braunia.